# Arcady Boytler

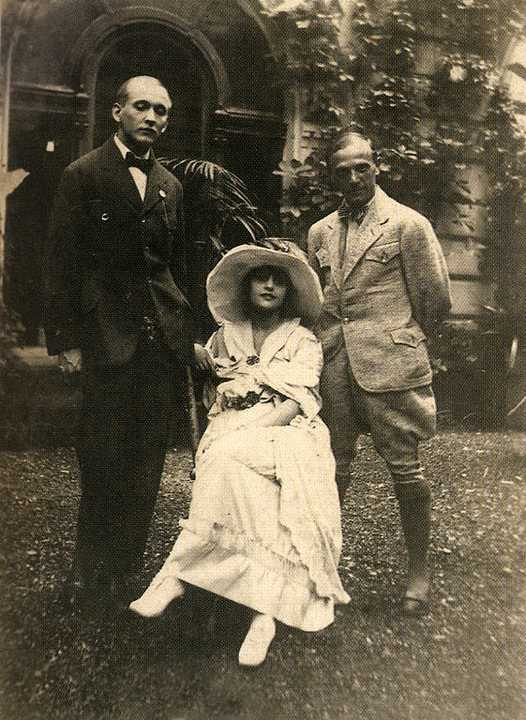
Aleksandr Vertinskij, Vera Cholodnaja e Arcady Boytler

Arcady Boytler, nato Arkadij Sergeevič Bojtler (in russo Аркадий Сергеевич Бойтлер?; Mosca, 31 agosto 1890 – Città del Messico, 23 novembre 1965), è stato un regista, attore, sceneggiatore e produttore russo naturalizzato messicano che iniziò la sua carriera in Russia recitando e dirigendo alcune comiche mute.

## Filmografia

### Regista
- Buscador de fortuna (1927)
- El espectador impertinente (1932)
- Mano a mano (1932)
- La mujer del puerto (1934)
- Revista musical - cortometraggio (1934)
- El tesoro de Pancho Villa
- Celos (1936)
- ¡Así es mi tierra! (1937)
- Águila o sol (1938)
- El capitán aventurero (1939)
- Amor prohibido (1945)

### Sceneggiatore
- Buscador de fortuna, regia di Arcady Boytler (1927)
- El tesoro de Pancho Villa
- Celos, regia di Arcady Boytler  (1936)
- ¡Así es mi tierra!, regia di Arcady Boytler (1937)
- Águila o sol, regia di Arcady Boytler (1938)
- El capitán aventurero, regia di Arcady Boytler (1939)
- La mujer del puerto, regia di Emilio Gómez Muriel - soggetto (1949)